# Parc Morse
Le parc Morse (摩士公園) est un jardin public de Hong Kong situé dans le quartier de Wong Tai Sin (en) à Kowloon. Il porte le nom d'Arthur Morse (en), directeur de la Hong Kong and Shanghai Banking Corporation durant la Seconde Guerre mondiale.
Les rues de la ville divisent le parc en quatre sections officiellement appelées Parc Morse N°1, Parc Morse N°2, etc.

## Histoire
Le Hong Kong Golden Jubilee Jamborette (香港金禧大露營) est tenu du 27 décembre 1961 au 2 janvier 1962 pour célébrer le jubilé d'or (l'anniversaire des 50 ans) du scoutisme à Hong Kong (en) sur le thème Un Monde (天下一家, One World). À Kowloon Tsai (en), aujourd'hui nommé « parc Morse », le jamboree accueille 2 732 scouts au cours d'un hiver difficile et avec de fortes pluies.
Le site du parc est un ancien champ de tir. Le parc est connu sous le nom de « parc Ta Kwu Ling » avant son ouverture. La première phase du parc Morse est inaugurée le 6 octobre 1967 par G.M. Tingle, le directeur des services urbains.
La piscine du parc ouvre ses portes en 1970. Il s'agit du plus grand complexe de natation du territoire lors de son ouverture, bien que les piscines de taille similaire de Kwun Tong et Lei Cheng Uk ouvrent peu de temps après. Le gouverneur Murray MacLehose fait visiter l'endroit à la reine Élisabeth II en mai 1975, utilisant le complexe comme exemple de l'« engagement de son gouvernement envers les loisirs et le sport ».
En 1996, l'aménagement paysager du parc reçoit le prix du mérite du Projet vert.

## Pavillon de l'embarcadère Blake

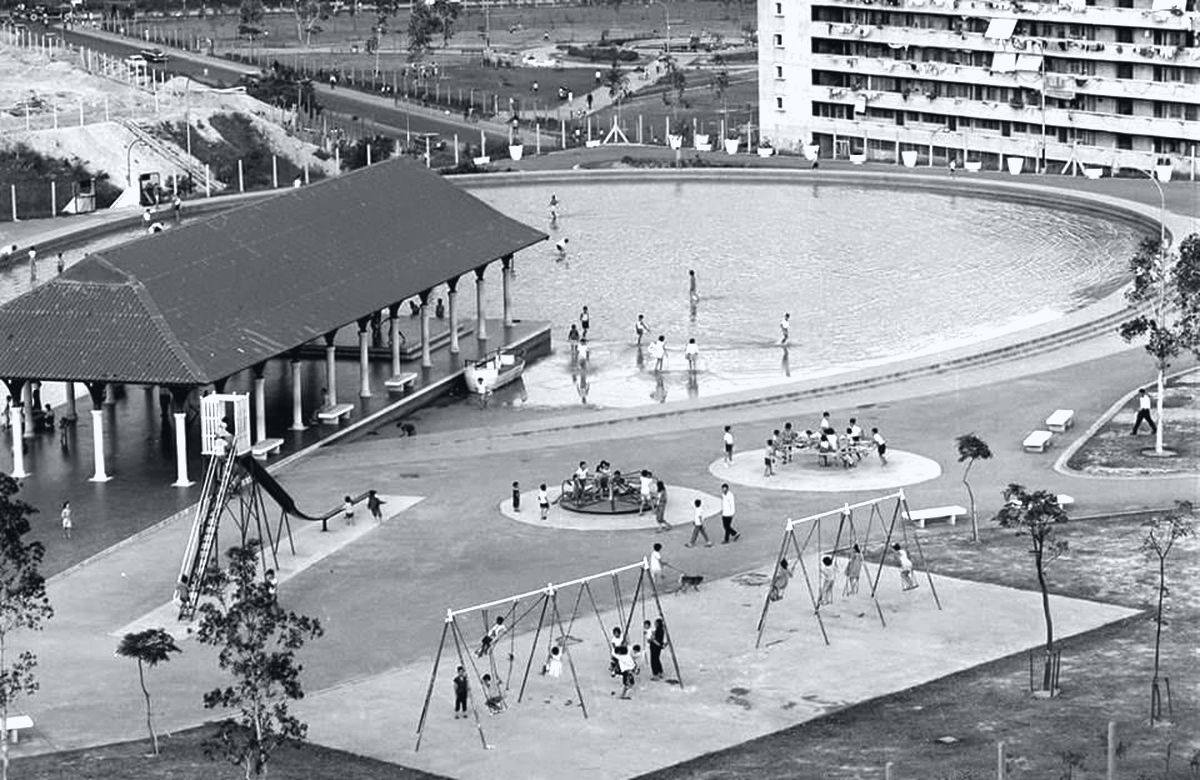
Structure supérieure de la première génération de l'embarcadère Blake au parc Morse dans les années 1960.

Le pavillon de l'embarcadère Blake est transféré dans le théâtre en plein air du parc Morse dans les années 1960. En 2006, il est de nouveau transféré au nouvel embarcadère Blake à Stanley près de Murray House.

## Installations

### Jardin de palmiers tropicaux
Plus de 80 arbres de 23 espèces de palmiers poussent sur la pelouse de 2 000 m² de la palmeraie tropicale du parc, la seule de la ville.

### Arboretum
Plus de 100 arbres de 30 espèces rares sont cultivés sur une pelouse de 2 700 m² dans l'arboretum du parc.

## Galerie

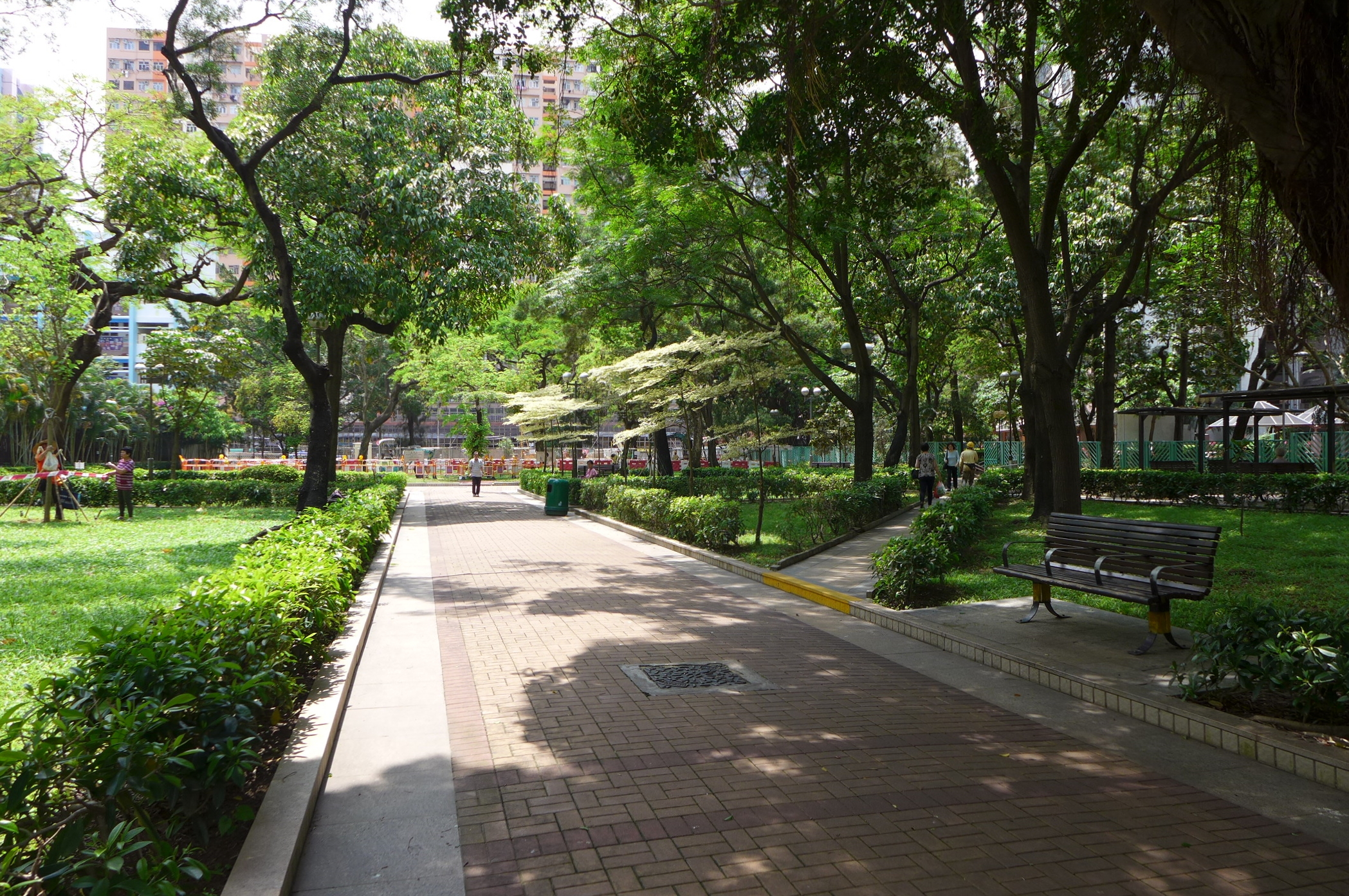
Le parc Morse n°1
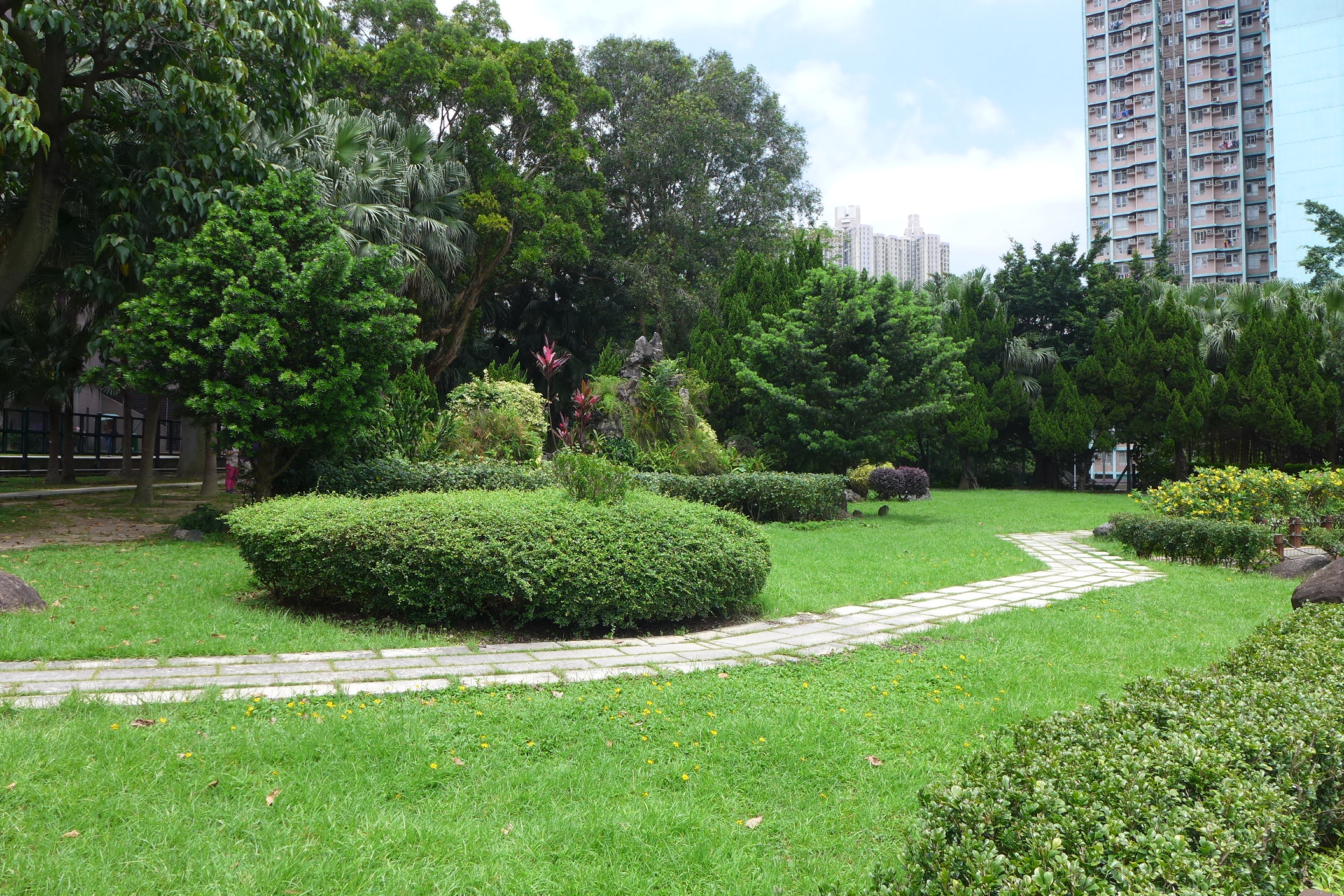
Le parc Morse n°4
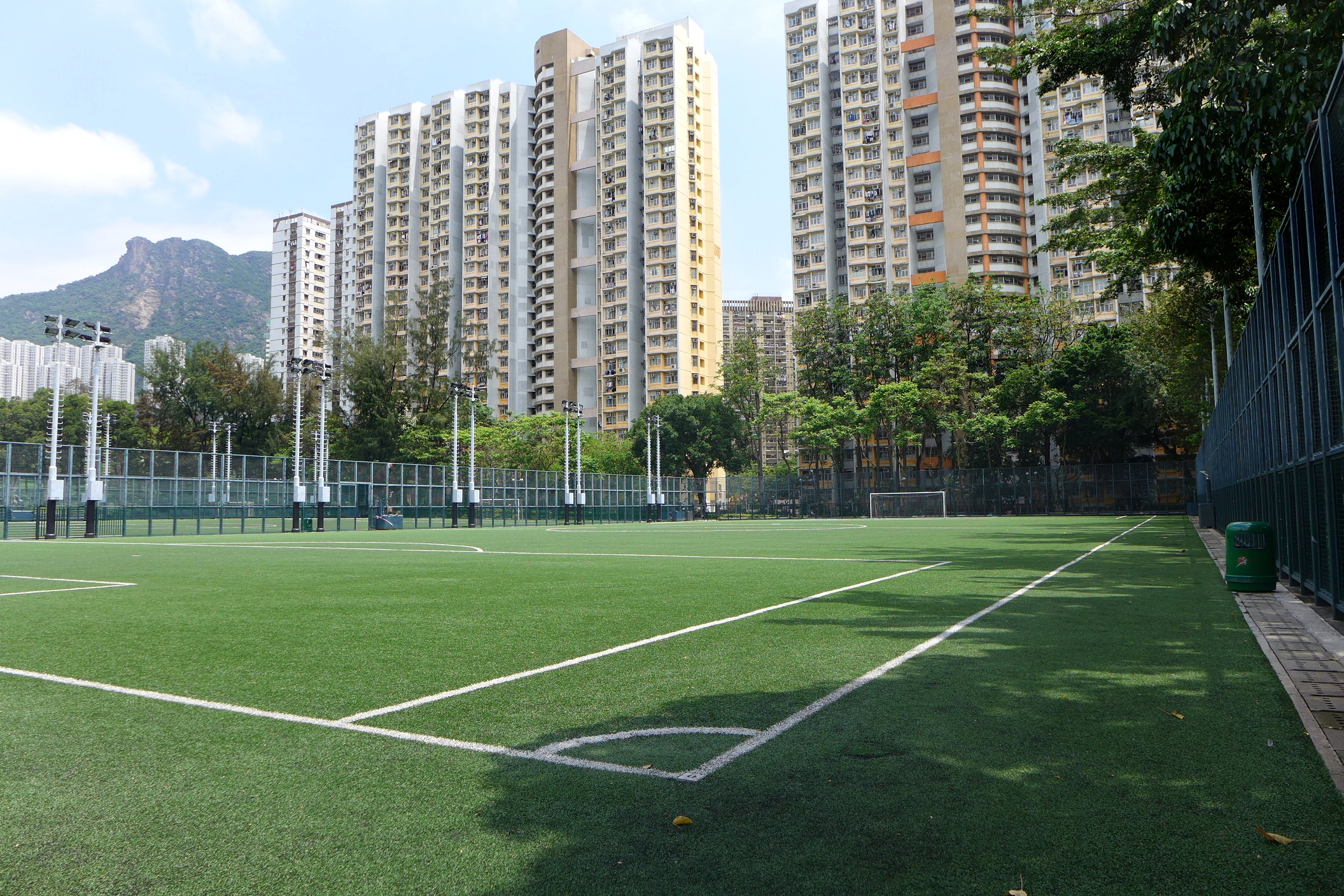
Le terrain de football du parc
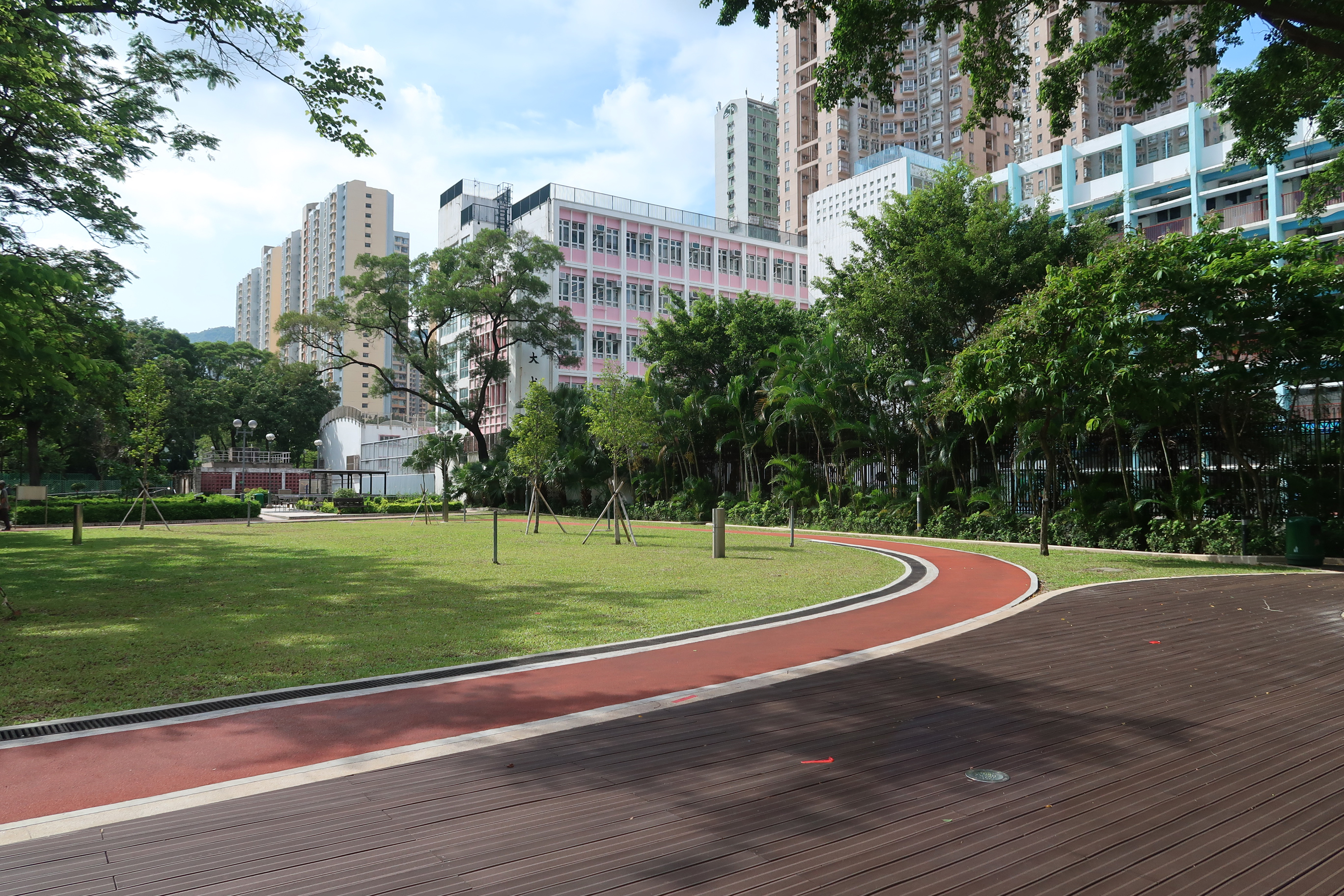
La piste de jogging
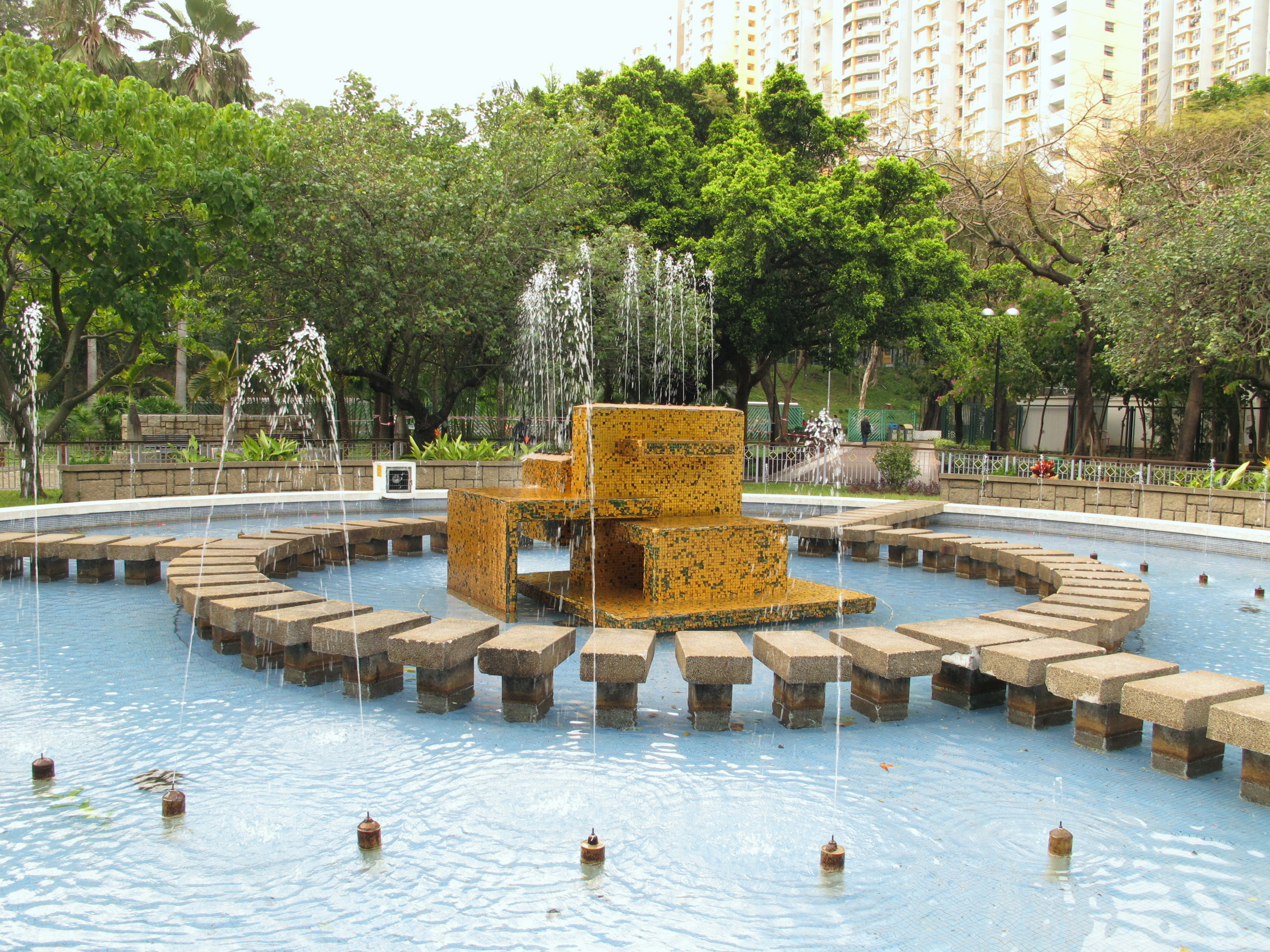
Fontaine de style ancien à l'intérieur du parc, mais ne fonctionnant plus ces dernières années
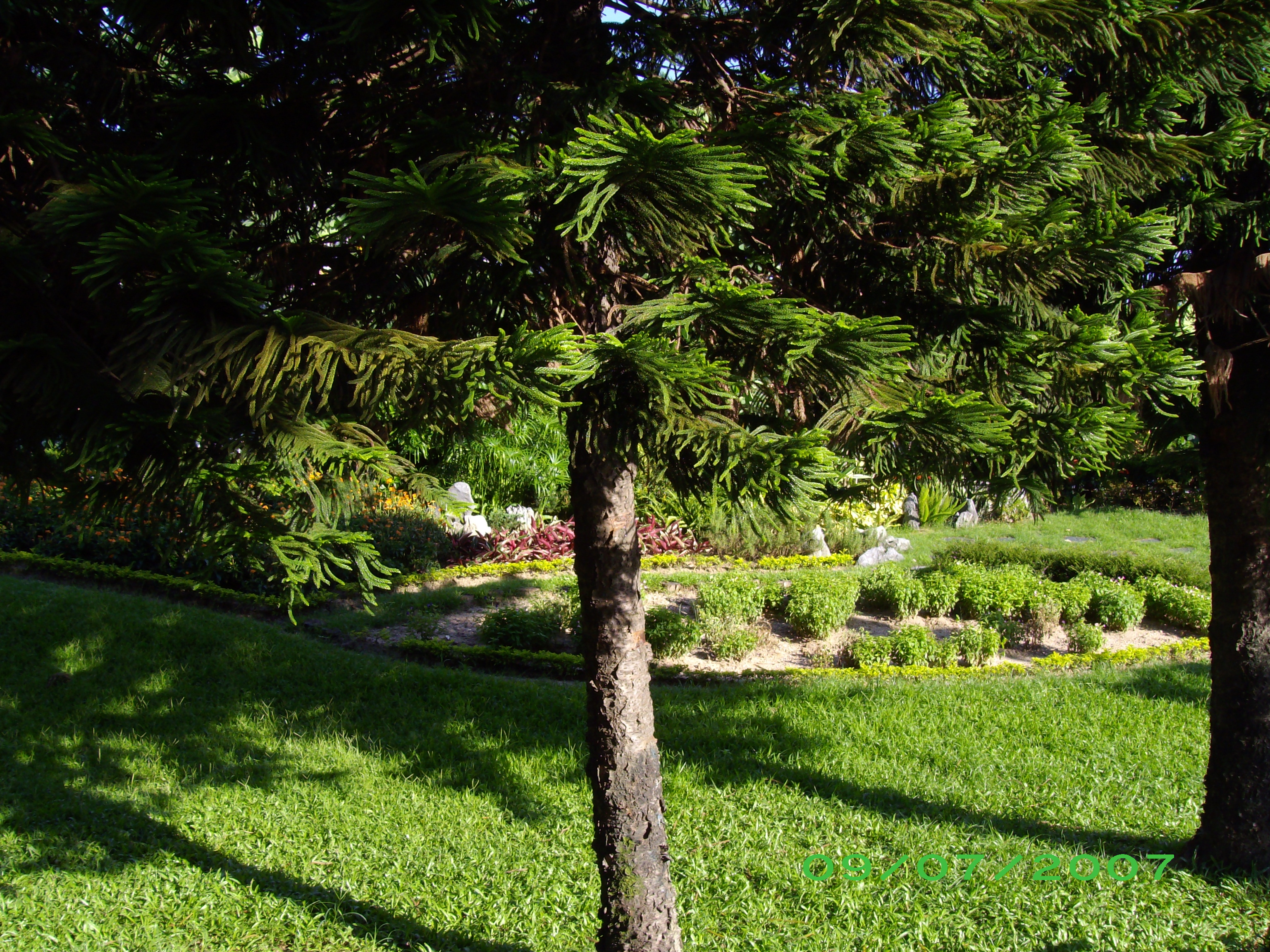
Le coin des papillons
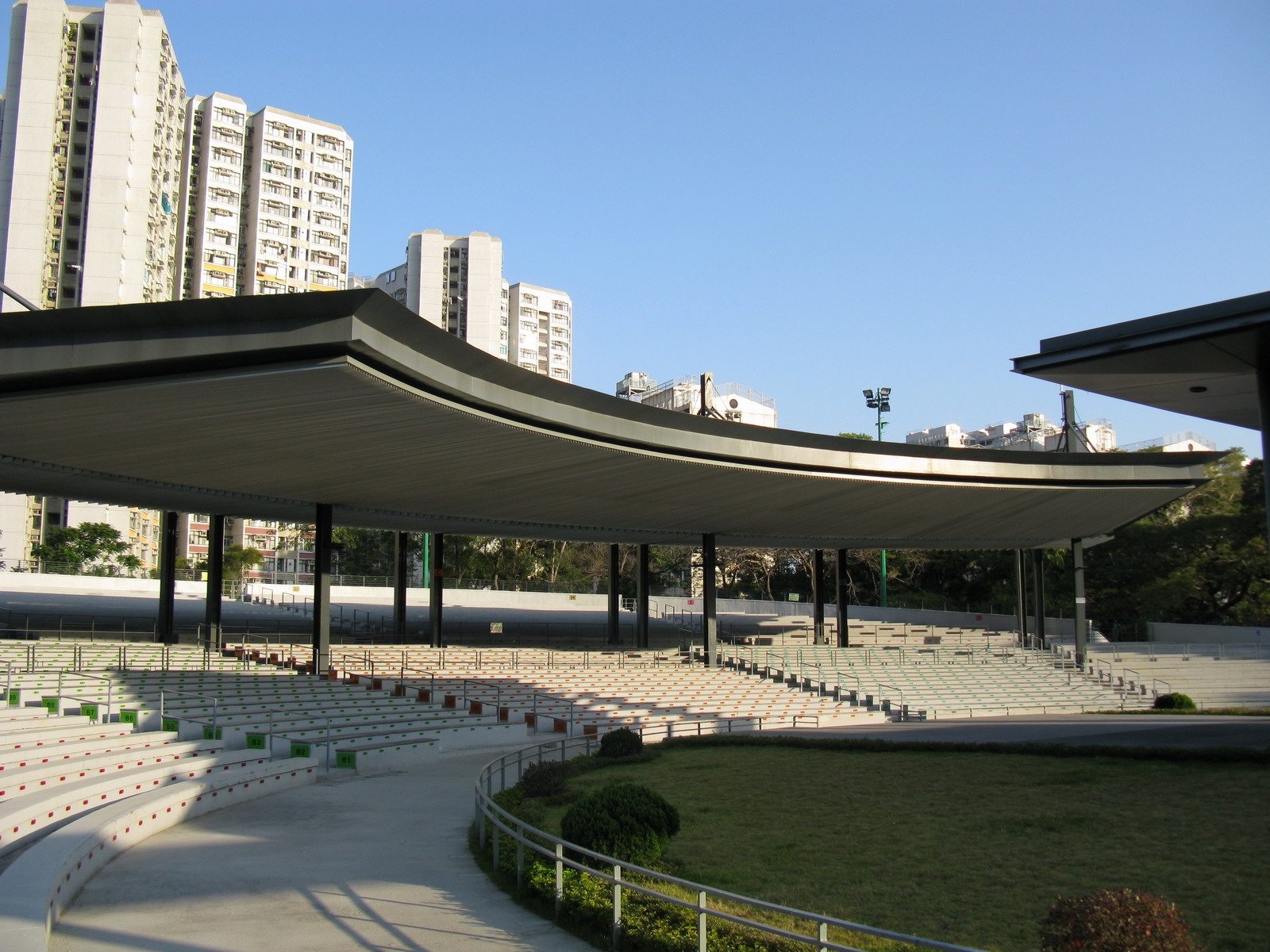
L'amphithéâtre du parc